# Karsten Mathias Høy
Karsten Mathias Høy (* 13. Dezember 1968 in Kopenhagen) ist ein grönländischer Manager.

## Leben
Karsten Mathias Høy ist der Sohn des dänischen Handwerkers Ole Høy und der grönländischen Lehrerin Marianne Steenholdt. Am 22. August 1998 heiratete er die Fachchefin Sidse Lyberth (* 1968), Tochter des Malermeisters Daniel Lyberth und der Büroassistentin Grethe O. Lyberth. Mit seiner Frau hat er vier Söhne (* 2002, * 2003, * 2006, * 2008).
Karsten Høy besuchte die Sorø Akademi, die er 1988 abschloss. Von 1990 bis 1992 ließ er sich in Qaqortoq im Wirtschaftsbereich weiterbilden und zog anschließend wieder nach Dänemark, wo er Wirtschaftsrecht an der Universität Aalborg studierte. Von 1995 bis 1999 ließ er sich an der Universität in den Bereichen Steuerrecht und Revision weiterbilden.
Von 1999 bis 2001 arbeitete er für Deloitte in Nuuk als Revisor. Von 2001 bis 2007 war er Wirtschaftschef bei Greenland Tourism & Business Council, von 2007 bis 2010 Wirtschafts- und Administrationschef und 2010 kommissarischer Direktor und anschließend bis 2011 Unterchef. Von 2000 bis 2005 war er zudem Dozent für Betriebswirtschaft am Niels Brock Copenhagen Business College. Seit 2008 ist er Direktor von ISCO, später unter dem Namen Greenland Holding und heute Nalik Ventures. Seit 2011 ist er Direktor bei Greenland Business und Greenland Venture, die heute beide ein Teil von Nalik Ventures sind. Von 2012 bis 2014 war er zudem Direktor von BioTech. Seit 2023 ist er zudem Direktor der Bergbauunternehmens Greenland Ruby.
Daneben hat Karsten Mathias Høy zahlreiche Posten in Aufsichtsräten inne. Von 2001 bis 2007 war er Aufsichtsratsmitglied bei KIT, von 2002 bis 2010 bei RT112, von 2006 bis 2007 bei Greenland Icecap Production und bei Greenland Ressources, von 2007 bis 2011 bei ISCO, von 2007 bis 2009 bei Sermit, von 2009 bis 2012 bei Grønlands Idrætsforbund, von 2011 bis 2012 bei Arctic GreenFood, Nanoq Beer, Naqitat und Greenland Spring Water, seit 2011 ist er Aufsichtsratsmitglied bei LNS Greenland, 2014 bei North Greenland Fishing, seit 2014 bei VL-72, seit 2019 bei Greenland Ruby, von 2020 bis 2021 bei International Arctic Hub und seit 2021 bei Royal Greenland. Zudem war er von 2004 bis 2008 Vizevorsitzender von Grønlands konkurrencenævn, 2013 Aufsichtsratsvorsitzender bei Greenland Properties, seit 2016 Aufsichtsratsvizevorsitzender bei Greenland Contractors, wo er seit 2013 im Aufsichtsrat sitzt, seit 2010 Vizevorsitzender von Rotary Nuuk, seit 2013 Vorsitzender von EX Table, von 2016 bis 2019 Vorsitzender der grönländischen Abteilung der dänischen Autismus-Landesvereinigung, von 2019 bis 2021 war er Aufsichtsratsvorsitzender von Pisiffik, seit 2020 ist er Vizevorsitzender der Universität von Grönland und seit 2021 Vorsitzender des Revisionsausschusses.